# Hidrolândia (Goiás)
Hidrolândia é um município brasileiro do interior do estado de Goiás. Sua população estimada em 2024 era de 29.827 habitantes.
Maior PIB per capita da região metropolitana
Cidade das Águas, Jabuticabas e da Logística
Margeado pela BR-153 usufrui dos benefícios da principal ligação entre o sudeste do país e Goiás, melhor localização da região metropolitana, muitos cidadãos estão migrando da capital para Hidrolândia, pela proximidade e em busca de uma vida melhor, por ser uma cidade bem administrada e segura, com alto índice de qualidade de vida. 
Possui uma abundância de águas e a grande novidade é um parque aquático recém inaugurado, que vem a agregar junto a rede já existente de vários hotéis fazenda e recantos, cachoeiras pouco conhecidas, trilhas e lagos para passar o dia, e a tão visitada Serra do Morro Feio. Tem como preferência gastronômica a cozinha goiana. A cidade fica a apenas 35 km de Goiânia, capital do estado de Goiás, distância essa que se encurta pelo fato de possuir sua pista duplicada. Possui diversos condomínios de lazer que se instalaram nas proximidades da rodovia, levando conforto, segurança e tranquilidade aos moradores. 
O município possui uma variedade de atividades nos diferentes setores da economia com a implantação de grandes distribuidoras, produção agropecuária diversificada, com destaque na produção de jabuticaba, possuindo a maior produção do país.

## História
Os primeiros colonizadores da região onde hoje se ergue o Município de Hidrolândia provieram da Capitania das Minas Gerais e eram na sua maioria elementos simpáticos ao movimento libertário chamado “Inconfidência Mineira”, ocorrido em Vila Rica no ano de 1789. Chegando ao sítio onde se ergueria a futura Hidrolândia, apossaram-se de extensas áreas de terras, onde construíram residências e implantaram empreendimentos agro-pastoris. À medida que chegavam os colonizadores, as terras eram repartidas e os indígenas expulsos para espaços mais longínquos. Desde então foram surgindo extensas fazendas de criação de gado e também de outras atividades agrícolas.
Durante os primeiros 45 anos do século XIX, os moradores da região fizeram de Santa Cruz de Goiás o ponto predileto para vendas e compras de artigos necessários à vida do campo. Iniciada a década de 1830, Padre Marinho, conhecido por “Padre boiadeiro” por exercer a atividade de comerciante de gado, abriu uma estrada que ligava Goiás às Minas Gerais. Por volta de 1833, às margens dessa referida estrada, o Guarda-Mór Francisco José Pinheiro construí uma capela ao redor denominada Pouso Alto (atual Piracanjuba).
Em 1855, 22 anos depois, Pouso Alto alcançou a categoria de Município autônomo e então os moradores da região de Grimpas transferiram suas atividades de comprar e vender produtos e desobrigas religiosa e civil para aquele município.
A estrada construída por Padre Marinho cruzava o território onde atualmente se funda o Município de Hidrolândia, encontrando assim condições favoráveis para pernoite às margens do Ribeirão Grimpas. A notícia de que, em determinadas épocas do ano, um padre pernoitava na região, espalhou-se e com isso os moradores das fazendas vizinhas pediam que o padre fizesse celebração de missas, batizados e casamentos. No entanto, os moradores das fazendas levantaram uma rústica capelinha, mas devido ao empenho do Senhor. Joaquim Pereira Cardoso foi substituída por uma capela maior. As primeiras doações de terras para construção de casas do emergente povoado foram feitas pelo Senhor Joaquim Pereira Cardoso.
O povoado cresce gradativamente ao redor da capelinha erguida em louvor a Santo Antônio, mas não possuía status legal de entidade administrativa e religiosa. O pedido que fosse criada uma entidade administrativa e religiosa do povoado foi feito pelo então Presidente do Estado de Goiás, José Inácio Xavier de Brito pelos cidadãos da região de Grimpas, Córrego Grande e Meia Ponte, liderados por Joaquim Pereira Cardoso, Major Pimenta, Padre Marinho e José Avelino de Castro. Em 1895 houve a criação do arraial que se efetivou com a doação de novas áreas de terras, efetuada pelo Senhor Manoel Pereira Cardoso, sua esposa Ana Ricarda de Jesus e as senhoras Maria Ignácia Pereira e Maria José da Conceição.
Com a concessão presidencial, foi então criado o Distrito de Santo Antônio das Grimpas por Lei Municipal de Pouso Alto, assinada em 7 de abril de 1896. O nome de Santo Antônio das Grimpas veio em razão da capela em honra a Santo Antônio estar localizada às margens do Ribeirão das Grimpas. Sendo assim, o referido instrumento legal assinado em 7 de abril daquele ano ficava o povoado de Santo Antônio das Grimpas elevado à condição de Distrito de Pouso Alto, que permaneceu por 34 anos. Neste mesmo ano de 1896 foi criada a primeira escola primária, sendo nomeado para o cargo o professor Joaquim Inácio Ferreira e a criação de um novo cemitério.
Em 1899, foi instalado o primeiro cartório que ficou a cargo Juiz Federal Antônio Alves e coube o posto permanente de vigário o Padre Antão. Neste mesmo ano criaram-se a Agência dos Correios, a Coletoria Estadual e a Sub-Prefeitura, sendo nomeado o Senhor Antônio Alves de Magalhães para dirigi-la. Em 1918, foram realizadas as primeiras eleições e os grimpenses elegeram em 1° de março daquele ano o cidadão representante de Santo Antônio das Grimpas, José Avelino de Castro para fazer parte do conselho Municipal de Pouso Alto. O progresso acentuava cada vez mais naquele Distrito, até que em 1930, vitoriosa a Revolução, os habitantes locais iniciaram o movimento pró-emancipação, tendo uma caravana composta dos principais elementos locais se dirigindo á Junta Governativa do Estado solicitando que fosse concedida ao povoado à autonomia administrativa tão sonhada pelos seus habitantes.

### Município autônomo
O Dr. Mário D’Alencastro Caiado, ex- Juiz de Direito de Pouso Alto e um grande amigo de Santo Antônio das Grimpas, não poupou esforços para que o Distrito fosse emancipado. Assim pelo Decreto n° 454, de 24 de novembro de 1930, foi o Distrito de Antônio das Grimpas desmembrado do município de Pouso Alto (atual Piracanjuba), constituindo-se município autônomo com a denominação de Hidrolândia. Sendo assim, o Dr. Mário resguardou-se no direito de ter o privilégio de escolher o nome para o recém-criado município. Exímio conhecedor da região, assim como da abundância e boa qualidade de suas águas, achou apropriado denominar o novo município de “Hidrolândia”, que quer dizer “terra da água”. No entanto, foi nomeado o 1° Prefeito do novo Município o Senhor José Amâncio de Sousa Pinto.
Com a criação do município de Goiânia, Hidrolândia perde a sua emancipação e volta à condição de Distrito, com a denominação antiga de Grimpas. Com isso, os habitantes locais procuravam obter do Prefeito da Capital os melhoramentos que necessitavam, conseguiram por meio de subscrição popular, adquirir um prédio para nele ser instalado o Grupo Escolar Dr. Laudelino Gomes. O Prefeito de Goiânia, Professor Venerando de Freitas Borges realizou um dos maiores benefícios para o Distrito, foi a construção da rodovia ligando Goiânia diretamente a Pouso Alto (atual Piracanjuba). Mas, sem deixar de ressaltar a boa vontade do Prefeito de Piracanjuba, Hermínio Alves de Amorim nesta benfeitoria. Com isso, trouxe para Hidrolândia um grande movimento de veículos automotores, facilitando de modo extraordinário a locomoção para a Capital do Estado.
Nessa fase percebiam melhoramentos de iniciativa particular em Grimpas, como a construção de vários prédios modernos, montagem de uma fábrica de manteiga, casas comerciais, bares, etc. Destaca-se dentre essas realizações a montagem da usina hidráulica para fornecimento de força e luz elétrica, devido ao grande esforço do Senhor Antônio Correia de Araújo, atual prefeito.
Uma surpresa está reservada para vida administrativa de Hidrolândia. Devido a emancipações concedidas a distritos de menor importância, seus habitantes pleitearam novamente à volta de Distrito a condição de município autônomo.
Assim a Assembléia fazendo justiça, votou a Lei n° 223, de 5 de novembro de 1948, do teor seguinte: “Cria o município de Hidrolândia e dá outras providências. A Assembléia Legislativa do Estado de Goiás decreta e eu promulgo a seguinte lei:Art. 1° Fica emancipado o distrito de Grimpas, que se erige em Município autônomo, com suas atuais divisas. O Art. 2° O Município ora criado, passará a denominar–se Hidrolândia.Art. 3° O Município de Hidrolândia constituirá Termo subordinado à Comarca de Suçuapara (atual Bela Vista). Art. 4°: A sede municipal será a Vila de Grimpas, a qual ficam outorgados os foros de cidade, sob a denominação de Hidrolândia. Art. 5° O Poder Executivo e o Tribunal Regional Eleitoral tomarão as necessárias providências para que o novo município se instale constitucionalmente em 1° de janeiro de 1949. Art. 6° A Câmara Municipal de Hidrolândia se comporá de sete vereadores. Art.7° Esta lei entrará em vigor na data da sua publicação.Art. 8° Revogam–se as disposições em contrário. Palácio do Governo do Estado de Goiás, em Goiânia, aos 5 dias do mês de Novembro de 1948, 60° da República. a —–) Jeronimo Coimbra Bueno. Nicanor de Faria e Silva”.

## Distrito

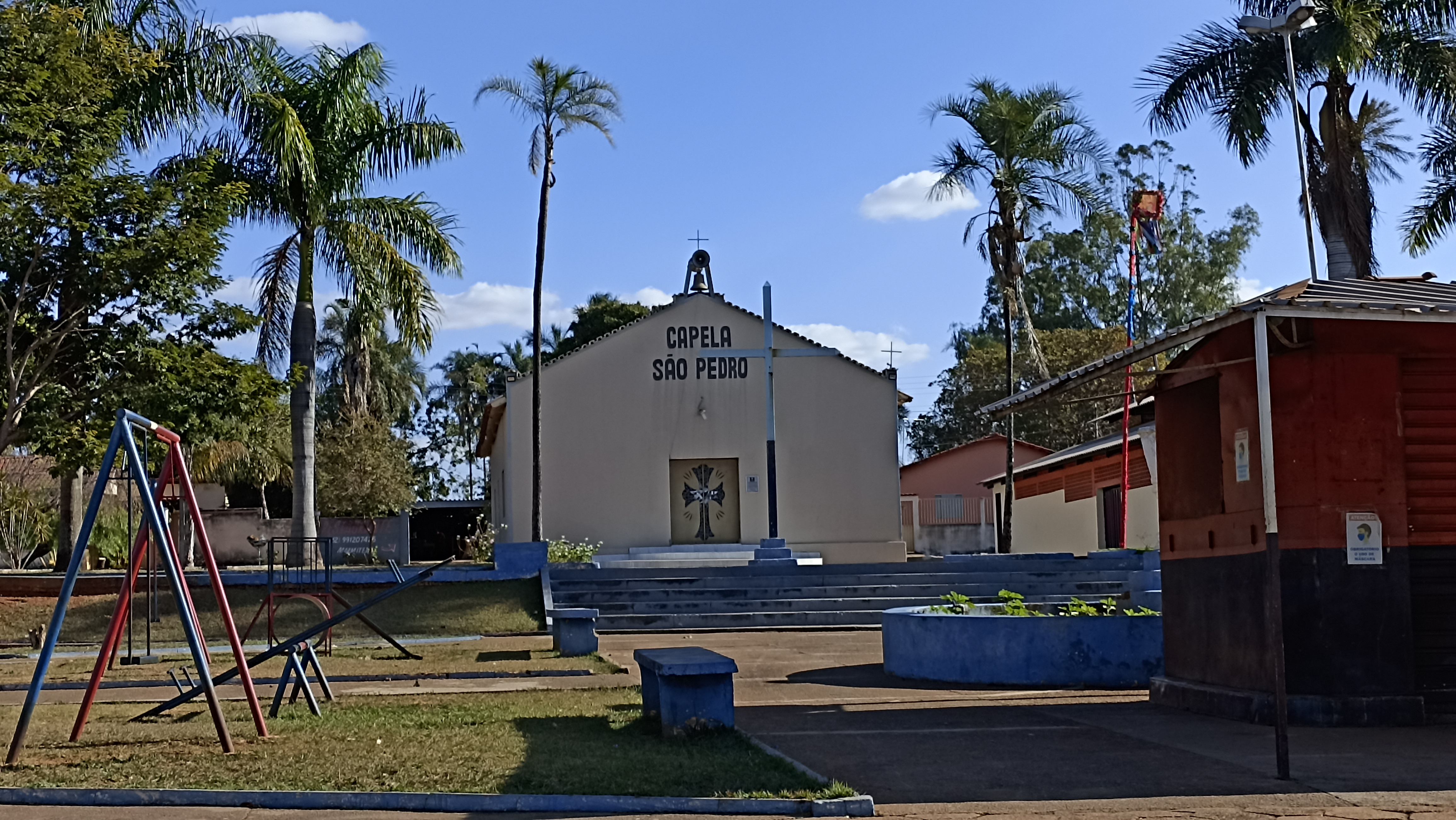
Capela São Pedro em Oloana.

A cidade de Hidrolândia possui um povoado de nome Oloana, também conhecido por Rasga Saia, situado na GO-040. No povoado há duas escolas e uma Unidade de Saúde de Família.
Há também os distritos de Santa Maria e Nova Fátima.

## Política
O atual prefeito é José Délio Alves Júnior (2025 - 2028).

### Ex-Prefeitos
- José Délio Alves Junior (2021 - 2024)
- Paulo Sergio de Rezende (2017 – 2020)
- Paulo Sergio de Rezende (2013 – 2016)
- José Lima Cruvinel (2009 – 2012)
- José Lima Cruvinel (2005 – 2008)
- José Geraldo da Silva (2001 – 2004)
- Eci Teles do Nascimento (1997 – 2000)
- José Lima Cruvinel (1993 – 1996)
- Casimiro Lino de Araújo (1989 – 1992)
- José Geraldo da Silva (1983 – 1988
- Elin Lavrinha Teles (1977 – 1983)
- Casimiro Lino de Araújo (1973 – 1977)
- Licardino Batista da Silva (1970 – 1973)
- Sebastião Antônio de Mendonça (1966 – 1970)
- Geraldo Pires do Prado (1963 - 1966)
- Lê - Noir da Silva Guimarães (1961 - 1963)
- Milton de Souza Mendonça (1960 – 1961)
- José Amâncio de Sousa Pinto (1957 – 1960)
- Benjamim Alves de Pereira (1956 – 1957)
- Florismundo Pires de Miranda (1954- 1956)
- Antônio Augusto de Melo (1953 – 1954)
- Antônio Correia de Araújo (1949 – 1953)

## Renda per capita
| HIDROLÂNDIA            | 58.986,49 |
| BELA VISTA DE GOIÁS    | 47.766,93 |
| LEOPOLDO DE BULHÕES    | 44.788,08 |
| SENADOR CANEDO         | 39.235,95 |
| ABADIA DE GOIÁS        | 38.622,00 |
| GOIÂNIA                | 38.483,54 |
| NERÓPOLIS              | 33.014,91 |
| APARECIDA DE GOIÂNIA   | 28.213,26 |
| GOIANÁPOLIS            | 26.244,18 |
| INHUMAS                | 26.208,47 |
| TERESÓPOLIS DE GOIÁS   | 25.350,44 |
| BRAZABRANTES           | 24.615,27 |
| GUAPÓ                  | 24.473,26 |
| GOIANIRA               | 23.827,46 |
| SANTO ANTÔNIO DE GOIÁS | 23.484,36 |
| SANTA BARBARA DE GOIÁS | 22.997,54 |
| CALDAZINHA             | 21.702,16 |
| CATURAÍ                | 19.635,13 |
| NOVA VENEZA            | 19.352,83 |
| ARAGOIÂNIA             | 16.321,67 |
| BONFINÓPOLIS           | 11.970,13 |